# Franciszek Wybrańczyk
Franciszek Stanisław Wybrańczyk (ur. 28 maja 1934 w Studzienicach koło Pszczyny, zm. 31 maja 2006 w Warszawie) – polski muzyk klarnecista, menedżer muzyczny.

## Życiorys
Założyciel i wieloletni dyrektor Polskiej Orkiestry Kameralnej w Warszawskiej Operze Kameralnej i orkiestry Sinfonia Varsovia.
Przewodniczący rady Fundacji Sinfonia Varsovia, pomysłodawca i dyrektor artystyczny Festiwalu Sinfonia Varsovia Swojemu Miastu.
Organizator i animator polskiego życia muzycznego i kultury muzycznej; propagator muzyki polskiej na świecie. Pochowany w Alei Zasłużonych na cmentarzu Powązki Wojskowe w Warszawie (kwatera A30-tuje-22).

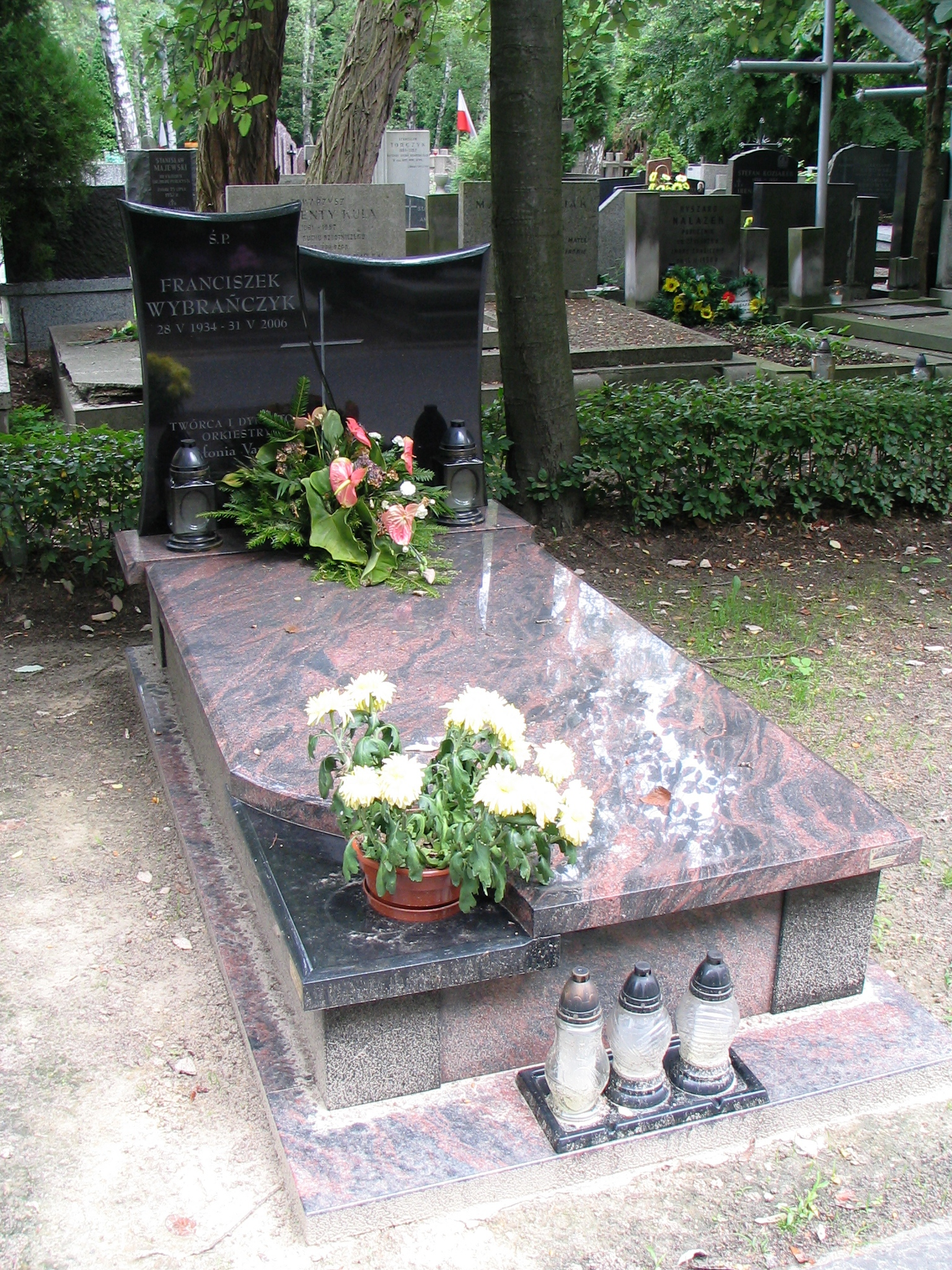
Grób Franciszka Wybrańczyka na cmentarzu Powązki Wojskowe w Warszawie

## Odznaczenia
- Krzyż Komandorski Orderu Odrodzenia Polski (2004)[2]
- Krzyż Kawalerski Orderu Odrodzenia Polski (1994)[3]
- Złoty Medal „Zasłużony Kulturze Gloria Artis” (pośmiertnie)
- Odznaka honorowa „Za Zasługi dla Warszawy”